# Cerc trigonometric

Reprezentare a cercului trigonometric. Variabila t reprezintă măsura unghiului.

Un cerc trigonometric (de asemenea cunoscut și sub denumirea de cerc unitate sau cerc unitar) este un cerc de rază egală cu unu. Este utilizat în trigonometrie (de unde provine numele său) pentru definirea funcțiilor trigonometrice (sinus, cosinus, tangentă, cotangentă etc.), având centrul plasat în originea unui sistem de coordonate carteziene în planul euclidian.
Dacă (x, y) este un punct aflat pe circumferința cercului trigonometric, atunci |x| și |y| sunt lungimile catetelor unui triunghi dreptunghic al cărui ipotenuză este egală cu 1. Astfel, conform teoremei lui Pitagora, despre x și y este adevărată relația:
{\displaystyle x^{2}+y^{2}=1.}
Din moment ce x² = (−x)² pentru orice x, iar simetricul oricărui punct de pe cercul trigonometric față de axele x sau y este un punct aflat tot pe cerc, ecuația de mai sus rămâne valabilă pentru toate punctele de coordonate (x, y) de pe cercul unitate.